# Карагаджи
Карагаджи (груз. ყარაღაჯი) — село в Грузии, в муниципалитете Сигнахи края Кахетия. 

## География
Село расположено в южной части края, в 25 километрах по прямой к юго-востоку от центра муниципалитета Сигнахи. Высота центра — 320 метров над уровнем моря.

## Население
По данным переписи населения 2014 года, в селе проживало 155 человек.
| Год  | Население | Мужчины | Женщины |
| ---- | --------- | ------- | ------- |
| 2002 | 148       | 76      | 72      |
| 2014 | 155       | 67      | 88      |